# Macrobrachium gracilirostre
Macrobrachium gracilirostre är en kräftdjursart som först beskrevs av Edward John Miers 1875.
Macrobrachium gracilirostre ingår i släktet Macrobrachium och familjen Palaemonidae. Inga underarter finns listade i Catalogue of Life.